# Linaria multicaulis
Linaria multicaulis är en grobladsväxtart. Linaria multicaulis ingår i släktet sporrar, och familjen grobladsväxter.

## Underarter
Arten delas in i följande underarter:
- L. m. aetnensis
- L. m. aurasiaca
- L. m. galioides
- L. m. gigantea
- L. m. heterophylla
- L. m. humilis
- L. m. multicaulis
- L. m. pseudosupina
- L. m. messanensis
- L. m. panormitana